# Love Me or Leave Me
Love Me or Leave Me (bra Ama-Me ou Esquece-Me) é um filme norte-americano de 1955, do gênero drama romântico-biográfico-musical, dirigido por Charles Vidor, com roteiro de Daniel Fuchs e Isobel Lennart baseado na vida da cantora, dançarina e atriz Ruth Etting.

## Elenco principal
- Doris Day...Ruth Etting
- James Cagney...Martin Snyder
- Cameron Mitchell...Johnny Alderman

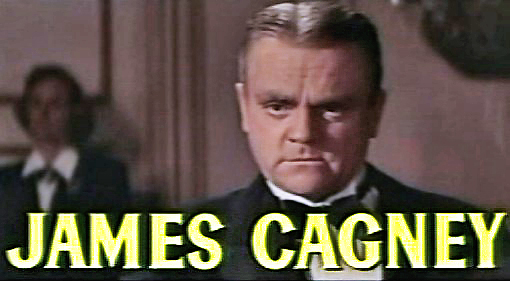
James Cagney no papel que lhe valeu uma indicação ao Oscar

- Robert Keith...Bernard V. Loomis

## Sinopse
Dançarina e cantora talentosa e ambiciosa conhece chefão do crime de Chicago e o usa para iniciar sua carreira de grande estrela da Broadway.

## Prêmios e indicações
| Prêmio     | Categoria                | Recipiente                                                  | Resultado |
| ---------- | ------------------------ | ----------------------------------------------------------- | --------- |
| Oscar 1956 | Melhor história original | Daniel Fuchs                                                | Venceu    |
| Oscar 1956 | Melhor ator              | James Cagney                                                | Indicado  |
| Oscar 1956 | Melhor canção original   | "I'll Neve Stop Loving You" (Nicholas Brodszky, Sammy Cahn) | Indicado  |
| Oscar 1956 | Melhor trilha sonora     | Percy Faith                                                 | Indicado  |
| Oscar 1956 | Melhor som               | Dr. Wesley C. Miller                                        | Indicado  |
| Oscar 1956 | Melhor roteiro original  | Daniel Fuchs, Isobel Lennart                                | Indicado  |